# Róka-hegyi kőfejtő 3. sz. barlangja
A Róka-hegyi kőfejtő 3. sz. barlangja a Duna–Ipoly Nemzeti Parkban lévő Budai Tájvédelmi Körzetben, Budapest III. kerületében található egyik barlang.

## Leírás
A Pilis hegység egyik legdélkeletibb hegyének, a Róka-hegynek egyik, már nem művelt kőfejtőjében, természetvédelmi területen, a kőfejtő DNy-i sziklafalában, a kőfejtő talpszintjétől számítva kb. 10 m magasságban nyílik a barlang bejárata, amelyet könnyű észrevenni. A Róka-hegyi kőfejtő 3. sz. barlangja a Róka-hegyi Kristály-barlang és a Róka-hegyi kőfejtő 2. sz. barlangja között helyezkedik el. A Róka-hegyi kőfejtő 3. sz. barlangja és a Róka-hegyi kőfejtő 4. sz. barlangja ugyanannak a tektonikus síknak a mentén jöttek létre.
A Róka-hegyi kőfejtő 3. sz. barlangja a bejáratától befelé fokozatosan emelkedik, és a bejárat felett, kb. 5 m magasan ér véget a barlang. A képződménymentes és száraz barlang bejáratát kötélbiztosítással ajánlott megközelíteni. A barlang engedély nélkül megtekinthető.
Előfordul a barlang az irodalmában Mászófali Felső-barlang (Sásdi 1997) és Róka-hegyi kőfejtő Mászófali felső-barlang neveken is.

## Kutatástörténet
Kőbányászat következtében tárult fel a barlang. Az 1973-ban napvilágot látott Budapest lexikonban meg van említve, hogy a Róka-hegy tetején és oldalain működő vagy félbehagyott kőfejtők mélyedéseiből két kis (hévizes eredetű) akna, illetve néhány kis mesterséges üreg nyílik. Az 1984-ben kiadott, Magyarország barlangjai című könyv országos barlanglistájában nem szerepel a barlang neve. A barlangot 1997. március 8-án Kovács Richárd mérte fel, majd Sásdi László a felmérés alapján megszerkesztette a Mászófali Felső-barlang (Róka-hegyi kőfejtő) alaprajz térképét és hosszmetszet térképét. A két térképen 1:100 méretarányban van bemutatva a barlang. Az alaprajz térképen látható a hosszmetszet elhelyezkedése a barlangban.